# Male chajim

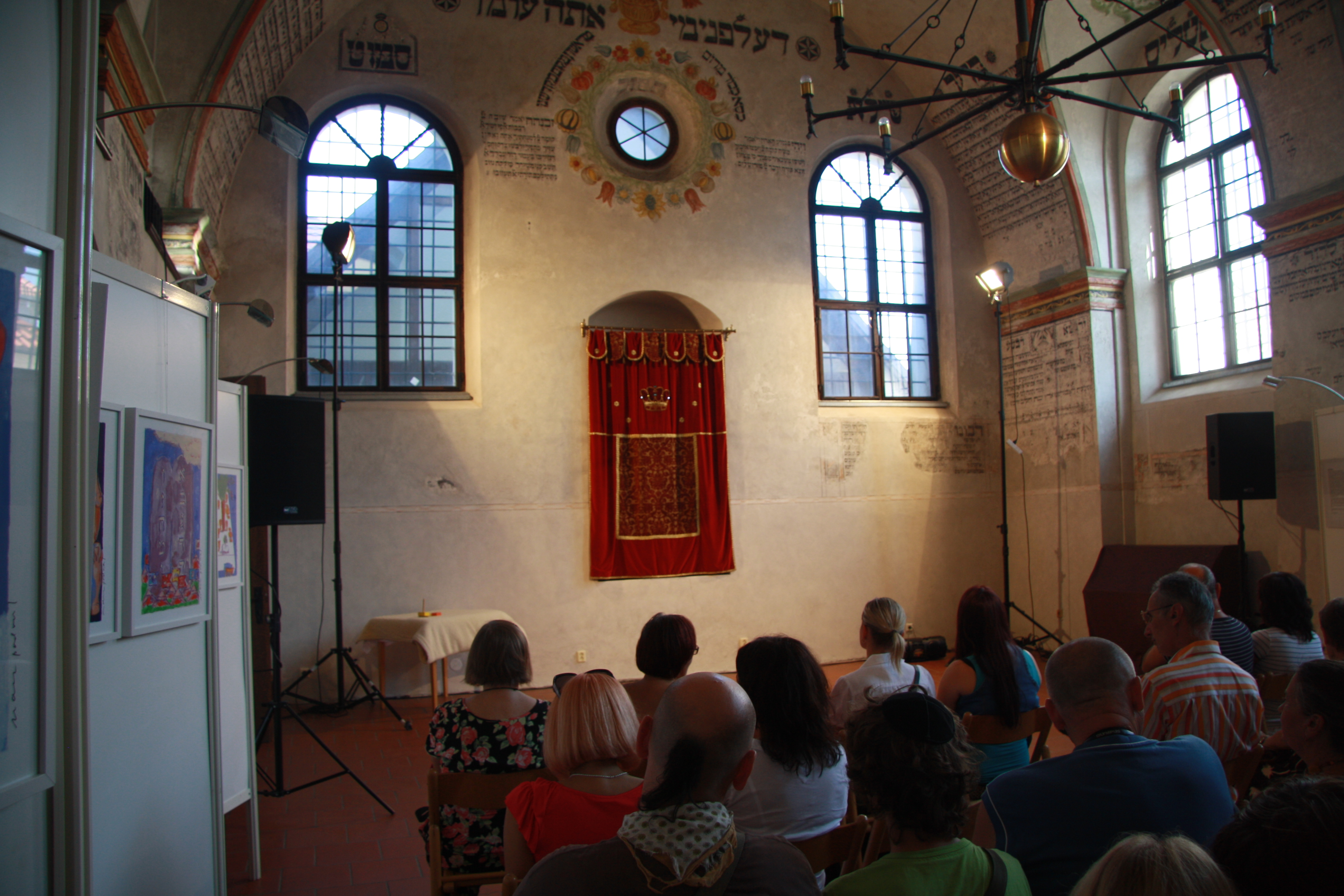
Zadní synagoga při Šamajimu 2014

Šamajim (hebrejsky nebesa) byl do roku 2024 festival židovské kultury, po roce 2024 byly festivaly Šamajim a tzv. Ožižim (Oživené židovské město) spojeny pod nový festival Male chajim (hebrejsky Plno života).
Festival se koná v Třebíči v okrese Třebíč po vzoru festivalu Týden židovské kultury pořádaného každoročně v Holešově. V roce 2006 se konal zatím třetí ročník festivalu Šamajim. Festival se dříve konal pod záštitou pana Arnošta Lustiga. Probíhá v zadní synagoze a v prostorách židovské čtvrti v Třebíči.
Zaměření festivalu je k připomenutí židovské kultury, zpěvů, tanců a gastronomie, festival se skládá z koncertů, výstav, divadel, přednášek a ochutnávek, probíhá po tři dny.

## Program
Besedy, promítání filmů, výstavy. Program v podstatě vychází z holešovského vzoru. Dne 1. srpna 2016 byl výstavou zahájen festival, ten trval do 6. srpna, zakončen koncertem kapely Shum Davar. V roce 2017 proběhl 14. ročník, kdy ten bude věnován Antonínu Kalinovi a koná se pod záštitou Velvyslanectví státu Izrael. Roku 2018 proběhl 15. ročník, ten byl zahájen vernisáží výstavy Heleny Bretfeldové, zároveň bylo uděleno čestné občanství Pavlu Friedlovi. V roce 2019 byly hosty festivalu Naftali Fürst (jedno z dětí zachráněných Antonínem Kalinou), Martin Korčok a Stanislav Motl. V roce 2020 se i přes omezení kvůli onemocnění covid-19 festival konal. Roku 2022 byl hlavním hostem festivalu Naftali Fürst, ten od města Třebíče obdržel plastiku Strom života, jež je kopií plastiky stromu života, která stojí v pamětní síni Antonína Kaliny v Galerii Ladislava Nováka v Subakově ulici.